# 윤덕주 (농구인)
윤덕주(尹德珠, 1921년 6월 23일 ~ 2005년 7월 8일)는 일제강점기와 대한민국의 농구 선수이자, 대한체육협회 부회장, 명예회장을 역임했다. 구한말의 계몽 운동가 윤필오의 손녀이자, 남조선과도입법위원회 의원 윤홍열의 딸이다. 4,5대 국회의원과 재무부 차관, 호남정유사장을 지낸 서정귀의 부인이다.
1935년 숙명여자고등학교 재학 중 농구 선수가 되어 해방 후, 1950년대까지 농구 선수로 활동했다. 자녀를 임신한 상태에서도 현역 농구선수로 코트에서 활약하여 화제가 되었다.
시인 이상화, 독립운동가 이상정, 체육인 겸 사학자 이상백은 친정어머니 이숙경의 사촌 남동생들이었다. 치과의사 겸 치의학자 이열희는 외사촌 동생이었다. 대구 출신.

## 생애
독립운동가 겸 언론인 윤홍열의 딸이자 민족운동가 겸 사학자 윤필오의 손녀로 태어났다. 어머니 이숙경은 민족운동가 이일우의 딸로, 이상화, 독립운동가 이상정, 체육인 겸 사학자 이상백의 사촌 누나가 된다.
1935년 숙명여고 시절 선수로 농구와 인연을 맺은 뒤 대한농구협회 대한체육회 대한올림픽위원회 등 각종 체육단체에서 활동하였다. 1935년 숙명여고에서 선수 생활을 시작해 일제강점기 최고의 센터로 이름을 날렸으며 1940년대 초반 결혼 후 세 번째 아이를 임신한 채로 코트에서 뛴 것은 유명한 일화가 되기도 했다.
1945년 해방 이후에도 농구 선수로 활약하였고 서정귀와 결혼, 이후에도 임신 중에도 현역 농구선수로 활동하였다. 1950년대 은퇴 후엔 대한농구협회와 대한체육회에서 이사, 부회장 등을 두루 거치며 행정가로 활약했다.
2005년 5월 부천에서 열린 2005 국제농구연맹(FIBA) 월드리그의 개회선언을 하는 등 최근까지 왕성하게 활동했고 7일에도 지인들과 함께 점심식사를 할 정도로 건강한 모습을 보였지만 갑자기 찾아온 병마를 이기지 못했다.
빈소는 서울대병원 영안실 3층1호에 마련됐으며 발인은 12일 오전6시에 거행되었다. 2005. 7. 12(화) 오전 6시 대한농구협회장(장례위원장, 이종걸)으로 거행되었으며 장지는 경상남도 통영시 산양면 연화리 선영에 안장되었다.
2007년 3월 8일 스페인 마드리드에서 개최된 국제농구연맹(FIBA) 명예의 전당에 이름이 헌액되었다. FIBA 농구 명예의 전당-공로자 부문에는 윤덕주 씨를 포함해 총 24명이 이름을 올렸고, 윤덕주 씨는 공로자 부문의 유일한 여성이다.

## 약력
- 1935년 농구선수
- 1945년 해방 후에도 농구 선수로 활동
- 1952년 대한농구협회 이사
- 대한농구협회 부회장
- 대한체육회 부회장
- 대한체육회 고문
- 1986년 국제농구연맹 및 아시아농구연맹 중앙집행위원
- 1992년 바르셀로나올림픽 한국선수단 부단장
- 대한농구협회 명예회장
- KOC부위원장 겸 대한농구협회 부회장
- 도남그룹 회장
- 1998년 7월 16일 대한체육회 후원회 창립발기인[7]
- 1998년 10월 13일 건강을 이유로 대한체육회 부회장직에서 사퇴[8]
- 1998년 10월 대한체육회 상임고문
- 어머니농구회 회장
- 1999년 2월 11일 대한농구협회 명예회장[9]
- 1999년 4월 27일 ~ 1999년 6월 제18회 아시아여자농구선수권대회(5월2-9일, 일본 시즈오카) 한국 선수단 단장[10]
- 2004년 대한체육회 고문[11]
- 2005년 5월 18일 2005 FIBA 여자농구 월드리그 행사 주관[12]
- 2005년 7월 8일 사망
- 2007년 3월 8일 국제농구연맹(FIBA) 명예의 전당 헌정[6]

## 가족 관계
- 할아버지 : 윤필오(尹弼五, 1860년 음력 9월 10일 ~ 1924년 양력 3월 30일)
- 할머니 :
- 아버지 : 윤홍열(尹洪烈, 1893년 ~ 1947년 2월 19일)
- 어머니 : 이숙경
  - 언니 : 윤영주
  - 오빠 : 윤성기, 건축사
  - 올케언니 : 허귀진(1923년 ~ ) - 대구시장 허억의 딸
  - 오빠 : 윤중기, 6.25 전쟁 때 실종
  - 남동생 : 윤봉기
  - 남동생 : 윤병기, 6.25 전쟁 때 실종
  - 남동생 : 윤준기
- 남편 : 서정귀(徐廷貴, 1919년 ~ 1974년), 4대·5대 국회의원, 재무부 차관(1960년), 호남정유사 사장 역임
  - 아들 : 서원석, 기업인·흥국공업 대표이사.[1]
  - 딸 : 7녀
- 외할아버지 : 이일우(李一雨)
  - 외삼촌 : 이상무
    - 외사촌동생 : 이열희(李烈熙, 1924년 12월 18일 - 2012년 8월 9일), 치과의사, 구강성형외과 의사
- 외증조부 : 이동진
  - 외종조부 : 이시우(李時雨, ? ~ 1907년)
  - 외종조모 : 김신자(金愼子), 김해 김씨(金海 金氏)
    - 외당숙 : 이상정(李相定, 1897년 6월 10일 ~ 1947년 10월 27일, 독립운동가. 아호(雅號)는 청남(晴南), 산은(汕隱). 대한독립군 중장)
    - 외당숙모 : 권기옥(權基玉, 1901년 1월 11일 ~ 1988년 4월 19일, 이상정(李相定)의 부인. 여성 비행사, 대한독립군 대령)
    - 외당숙 : 이상화(李相和, 1901년 5월 9일 ~ 1943년 4월 25일, 작가, 민족 시인. 아호(雅號)는 상화(尙火, 想華), 무량(無量), 백아(白啞).)
    - 외당숙 : 이상백(李相佰, 1904년 8월 6일 ~ 1966년 4월 14일, 사학자 겸 체육행정가. 전 국제올림픽위원회 위원. 아호(雅號)는 상백(想白), 백무일재(百無一齋).)
    - 외당숙 : 이상오(李相旿, 1905년 ~ 1969년, 수렵가, 바둑인. 아호(雅號)는 모남(慕南). 경상북도 대구 우현고등보통학교 및 일본 호세이 대학교 법정학과 졸업.)
      - 외6촌 여동생 : 이겸희(李謙熙)
      - 외6촌제부 : 박창암(朴蒼巖, 1923년 5월 15일 ~ 2003년 11월 10일, 군인, 정치가. 이상오의 사위. 아호(雅號)는 만주(滿洲), 허주(虛舟), 농부(農夫). 대한민국 군사영어학교 1기 출신. 육군 준장 전역.)
- 사돈 : 허억(許億, 1889년 6월 1일 ~ 1957년) - 대구시장
- 사돈 : 최남선(崔南善, 1890년 4월 26일 ~ 1957년 10월 10일)
- 사돈 : 박중양(朴重陽, 1872년 5월 3일 ~ 1959년 4월 23일)

## 수상 경력
- 1996년 7월 올림픽훈장
- 1997년 2월 대한올림픽위원회 공로상
- 1999년 대한민국 체육훈장 맹호장

## 학력
- 숙명여자고등학교 졸업

## 같이 보기
| - 대한체육회 - 대한농구협회 - 숙명여자고등학교 - 윤필오 - 윤홍열 - 이상정 - 권기옥 - 이상화 - 이상백 - 이상오 - 이열희 - 서정귀 - 박신자 | - 서장훈 - 한기범 - 허재 - 허억 - 최남선 - 박중양 - 박정희 - 박문웅 - 서재필 - 육영수 |